# Ordo salutis
Nella teologia cristiana, l'espressione latina ordo salutis, letteralmente "l'ordine o piano della salvezza", è usata solo in ambito protestante e si riferisce al tentativo di ordinare logicamente le varie fasi in cui può essere suddivisa l'opera di redenzione della creatura umana applicata al singolo credente così com'è esposta dal Nuovo Testamento. 
La sua elaborazione concettuale intende rispondere alla domanda: In quale modo i diversi aspetti dell'applicazione della redenzione (come giustificazione, rigenerazione, conversione e santificazione) si rapportano l'uno all'altro?  La definizione precisa dell'ordo salutis è stata e rimane un'esigenza molto sentita e discussa nella tradizione calvinista, particolarmente attenta alla coerenza razionale del suo sistema teologico sulla base del principio biblico: "Dio non è un Dio di confusione" (1 Corinzi 14,33);

## Esposizione
La sequenza dell'ordo salutis è abbozzata nel Nuovo Testamento dall'apostolo Paolo, quando, nella lettera ai Romani, elenca le varie fasi attraverso le quali Dio sviluppa il suo progetto di salvezza.
"...perché quelli che ha preconosciuti, li ha pure predestinati a essere conformi all'immagine del Figlio suo, affinché egli sia il primogenito tra molti fratelli; e quelli che ha predestinati li ha pure chiamati; e quelli che ha chiamati li ha pure giustificati; e quelli che ha giustificati li ha pure glorificati" (Romani 8,30).
Secondo la definizione classica della teologia riformata, come proposta dal teologo John Murray  l'ordo salutis è il seguente:
- Chiamata efficace (lo Spirito che attira gli eletti);
- Rigenerazione (nuova nascita);
- Fede (volgersi a Dio, fiducia in Cristo);
- Ravvedimento (volgersi dal peccato a Dio);
- Giustificazione (l'atto in cui Dio ci considera legalmente giusti);
- Adozione (portati a far parte della famiglia di Dio);
- Santificazione (il rinnovamento costante ad immagine di Cristo);
- Perseveranza (rimanere costanti nella fede);
- Glorificazione (essere trasformati ad immagine di Cristo).

Nel campo arminiano l'ordo salutis è: (1) chiamata esteriore; (2) fede/elezione; (3) ravvedimento; (4) rigenerazione; (5) giustificazione; (6) perseveranza; (7) glorificazione.
La differenza cruciale fra i due sistemi si trova nello stabilire quando insorgono la rigenerazione e la fede. Mentre la teologia riformata vede la fede come risultato della rigenerazione, la teologia arminiana presuppone che alla creatura umana sia data la capacità di valutare e di accogliere o respingere l'offerta, come pure di ravvedersi e di credere in Cristo senza che sia necessaria la già completa opera di rigenerazione (sinergismo). Solo dopo la consapevole scelta umana, Dio si compiacerebbe di impartire la sua rigenerazione.
La posizione riformata, così, crede che la vita spirituale (frutto di un'opera speciale di rigenerazione da parte dello Spirito Santo) sia requisito indispensabile per l'esistenza degli altri aspetti della salvezza, l'Arminianesimo afferma, però, che la creatura umana decaduta naturale sia abilitata dalla grazia preveniente alla capacità di ricevere o di respingere l'Evangelo. Con l'aiuto dello Spirito Santo, l'anima umana trova la capacità di credere in Cristo o di respingerLo.
Tutto ciò comporta vaste implicazioni e solleva questioni come sul perché una persona giunga alla fede ed un'altra no. Per gli Arminiani l'elezione dipende dalla fede, non la fede dall'elezione, come dicono i Calvinisti. Per essi il credente è responsabile sul fatto che Dio lo salvi oppure no e così una persona deve perseverare nella fede fino al termine della sua vita, se vuole essere sicura della propria salvezza. Il Calvinismo, però, facendo dipendere l'opera della salvezza da Dio, dal principio alla fine, presuppone che Dio porti sicuramente a compimento ciò che ha iniziato a fare e che niente o nessuno lo possa pregiudicare.

## Aspetti della questione e riserve
Il Calvinismo è interessato all'ordo salutis soprattutto per l'esigenza che sente di salvaguardare la sovranità ed il primato di Dio nel progetto di redenzione della creatura umana; la fede ed il ravvedimento umano non devono, cioè, pregiudicare il primato della grazia sovrana di Dio come se fosse la creatura umana decaduta a determinare, in ultima analisi, il proprio destino.
Stabilire quale sia la successione delle varie fasi del progetto di redenzione, così, non risponde soltanto ad un'esigenza di classificazione razionale, ma comporta implicazioni pratiche non indifferenti sulle quali si gioca la sostanza stessa del messaggio evangelico, come si considera Dio, la creatura umana, l'Evangelo e la Bibbia nel suo insieme.
L'ordine considerato non è necessariamente cronologico, sebbene la cronologia vi giochi una parte importante. Per esempio, nel Calvinismo la predestinazione è certamente precedente alla chiamata efficace; la glorificazione è certamente susseguente alla rigenerazione. Più che cronologiche, molte delle distinzioni sono logiche, cioè: "questo" deve avvenire prima di "quello".
Un ordo salutis può risolvere un certo numero di problemi nel rapporto logico fra i vari aspetti della salvezza, ma può anche oscurare rapporti chiave fra di loro. Rigenerazione e santificazione non sono aspetti separati della salvezza, sebbene nell'ordo salutis siano distinti, ma fanno parte di un'esperienza inscindibile della grazia di Dio che trasforma. Inoltre, un ordo salutis potrebbe oscurare l'enfasi biblico-teologica dell'unione mistica del credente con Cristo.
Nell'ambito di un'applicazione coerente della teologia federale si pongono anche delle riserve sulla legittimità di simili classificazioni. L'ordo salutis è, infatti, una descrizione elaborata di come un adulto non salvato sia portato alla salvezza. Nella discussione su fede e giustificazione, non vi sarebbe considerazione alcuna all'esperienza dei bambini nelle famiglie cristiane che, in forza del patto di grazia, godono di benedizioni speciali. Essi non possono ragionare e si pongono quindi oltre i mezzi ordinari della salvezza. La Confessione di fede di Westminster offrirebbe così un approccio alternativo che evita le questioni e le riserve sollevate dall'ordo salutis.

## Origine del termine
Benché la questione sia stata trattata in altri termini da teologi precedenti, a coniare il termine "ordo salutis" come tale sono stati originalmente il teologo luterano Johann Franz Budde (1667-1729) e, in particolare Jacob Carpov nel 1737, il quale tenta una codificazione delle verità della Scrittura.
Un esempio classico di ordo salutis si trova nel puritano inglese William Perkins (1558-1602) nell'opera A Golden Chaine dove egli traccia le cause dei vari aspetti della redenzione alla loro fonte nella persona di Cristo e negli eterni propositi di Dio, fondato su Romani 8:28-30. Questo modello di concatenamento si ritrova nell'Istituzione della Religione Cristiana di Giovanni Calvino e nel suo successore Beza. Le discussioni susseguenti sull'ordine di questi elementi assumono il modello a catena come base comune di discussione senza mettere in questione la "catena casuale" o se fosse biblicamente o completamente adeguato.
Con la Riforma, però, ci si allontana dalla concezione sacramentale dell'esperienza di fede per giungere, con Calvino alla totale de-sacramentalizzazione dell'applicazione della redenzione e al ristabilimento conseguente del ruolo autonomo dello Spirito Santo, che rende i (due) sacramenti rimasti subordinati all'azione congiunta della Parola e dello Spirito. Di qui l'esigenza di chiarire in che modo, senza i sacramenti, lo Spirito di Dio applica alla creatura umana l'opera redentrice di Cristo, di cui i (due) sacramenti sono solo segno e suggello.

## L'ordo salutis nelle diverse tradizioni cristiane
L'ordo salutis nel sistema teologico calvinista prende avvio dalla predestinazione e procede nel domandarsi come essa sia ricevuta nel corso del tempo (dottrina dei decreti). È possibile però anche concepire un metodo analitico che prenda avvio dalla fede e l'esperienza storica del credente. Si tratta del modello luterano ed arminiano.
Nelle chiese anglicane ed episcopali l'ordo salutis è essenzialmente calvinista e generalmente assomiglia alle sequenze indicate nella teologia riformata nel porre la rigenerazione prima della fede. Questo vale per quasi tutte le denominazioni presbiteriane (cioè nelle loro confessioni di fede e catechismi) con maggiore o minore coerenza.
La Chiesa cattolica definisce la "giustificazione" e la "santificazione" in modo diverso dal Protestantesimo e quindi è difficile mettere a confronto le rispettive sequenze. Il suo ordo salutis inizia con la Chiesa ed il Battesimo che influisce sulla rigenerazione, seguito dalla grazia sufficiente che rafforza la volontà e illumina la mente. Presumendo che la persona in questione consenta a questa illuminazione, la grazia cooperante prepara la creatura umana per la giustificazione attraverso varie fasi che includono fede, ravvedimento e amore per Dio. Una volta così preparata, la persona riceve la grazia infusa, virtù soprannaturali, perdono, giustificazione e l'inizio della santificazione. Le buone opere, quindi, assicurano il completamento/preservazione della giustificazione/santificazione, e finalmente culminano nella glorificazione.
L'ordo salutis com'è concepito nella tradizione luterana include: elezione, chiamata, illuminazione, ravvedimento, rigenerazione, fede, giustificazione. Apparentemente simultanea alla giustificazione è l'adozione, l'unione mistica e la santificazione, sebbene la santificazione pure continui fintanto che continua la fede, culminando nella glorificazione.
Il Metodismo ed altri arminiani wesleyani possono temporaneamente iniziare con l'elezione, ma in quanto questa è basata sulla fede prevista, l'elezione potrebbe meglio essere per loro posta dopo la fede. In ogni caso essi credono nella grazia preveniente che mette in grado la creatura umana di credere, poi fede e ravvedimento, seguiti dalla rigenerazione e dalla giustificazione, poi dalla santificazione (che può risultare nella perfezione in questa vita) e, finalmente, la glorificazione. Gli arminiani più tradizionali (non-wesleyani) aggiungono all'ordine di salvezza le buone opere come base per l'accettazione da parte di Dio del credente, susseguente alla giustificazione.

## Critica del concetto
Una prima critica, proveniente in generale da ambienti evangelicali, contestata a chi si occupa di questioni come l'Ordo salutis, è che invece di "perdere tempo" con queste discussioni sia piuttosto necessario evangelizzare e "amare". Si risponde, però, che questa contestazione è ingenua, sia perché la presentazione fedele dell'Evangelo presuppone comunque un ordo salutis che potrebbe non essere coerente con il messaggio biblico, sia perché siamo chiamati non solo a credere, ma anche a comprendere, facendo uso, basandoci sui dati della Rivelazione, delle facoltà mentali che pure sono dono di Dio.
Sinclair Ferguson  suggerisce come il problema non sia tanto l'ordine logico, ma da dove deriva questo ordinamento, rilevando come il "modello a catena" sia discutibile.
Teologi critici come G. C. Berkhouwer suggeriscono come Romani 8,28-30 ed Efesini 1,4 e sgg. non riflettano intenzionalmente l'ordine dell'applicazione della redenzione ma la pienezza delle ricchezze di benedizione della salvezza; che l'apostolo Paolo non analizzi una sequenza di avvenimenti ma rilevi le molte prospettive in cui la grazia della redenzione sia applicata. L'apostolo, infatti, se volesse elencare un ordo salutis, perché escluderebbe la glorificazione?
Karl Barth sostiene come gli elementi della redenzione non siano da considerare in modo lineare e susseguente, ma sono sfaccettature della stessa realtà.
Altri affermano come le discussioni sull'ordo salutis tendano ad essere teologicamente sfocate, come se Dio Padre, Dio Figlio e Dio lo Spirito Santo agissero separatamente e l'uno dopo l'altro.
Richard B. Gaffin in "Resurrection and Redemption"  la transizione morte-risurrezione in Gesù Cristo sia descritta oggettivamente come la sua giustificazione (1 Timoteo 3,15); la sua adozione (Romani 1,4), la Sua santificazione (Romani 6), e la sua glorificazione (1 Corinzi 15,42-44). Tutti questi elementi sono nel Cristo risorto e nella dimensione del "già e non ancora" della nostra esistenza.
G. C. Berkouwer afferma che quando si pone un'enfasi particolare sulla "via" (il modo) nell'ordine della salvezza, la via della fede, della conversione, del ravvedimento, diventa sempre più difficile apprezzare Cristo quando dice "Io sono la via".
Secondo Gerhardus Vos, ordo salutis appiattirebbe la ricchezza dell'applicazione della redenzione guardando a queste manifestazioni come se appartenessero ad un unico piano, mentre ciascuno di questi elementi appartiene a un campo di conoscenza diverso: alcuni giudiziali e forensi, altri ricreativi, altri ancora consapevoli e inconsapevoli.